# La polizia è sconfitta
La polizia è sconfitta è un film del 1977 diretto da Domenico Paolella.

## Trama
Nella città di Bologna il pericoloso bandito Valli con il suo gruppo, gestisce un racket delle estorsioni terrorizzando commercianti. Chi si rifiuterà pagherà le conseguenze con i negozi saltati in aria o con la propria vita. Sulle tracce della banda si mette il commissario di polizia Grifi, dando il via ad una lunga caccia agli estorsori e assassini.
Ottenuto il permesso dal questore di organizzare una squadra speciale lo stesso Grifi raccoglie degli agenti coraggiosi e particolarmente dotati; li addestra nell'uso delle tecniche di inseguimento e di difesa personale; cercando di individuare i rifugi degli avversari. Alla fine Grifi raggiunge Valli che, ormai isolato, sta fuggendo su un autobus urbano. L'agente Brogi, camuffato, si siede di fianco a Valli nel bus, ma il malvivente una volta accortosi dell'identità del poliziotto, lo uccide. Grifi riesce a immobilizzarlo con un colpo di pistola dall'esterno e sale sull'autobus per arrestarlo, ma il malvivente viene a sua volta linciato dalla folla inferocita che lo ha riconosciuto.

## Distribuzione
La polizia è sconfitta fu distribuito nel circuito cinematografico italiano il 28 luglio del 1977.